# Ji Yeon
"Ji Yeon" es el séptimo episodio de la cuarta temporada de la serie Lost, de la cadena de televisión ABC. Está escrito por Edward Kitsis y Adam Horowitz, y dirigido por Stephen Semel. El episodio fue transmitido por primera vez en Estados Unidos y Canadá el 13 de marzo de 2008, consiguiendo una audiencia media de 11,9 millones de espectadores.
Este episodio marca la primera aparición del actor Harold Perrineau desde que dejara la serie en el capítulo final de la segunda temporada. Además es el primero en el que se usa tanto el recurso del flashback como el del flashforward. 
Juliet Burke es obligada a revelar una información que alarma a Jin-Soo Kwon, cuando su esposa Sun amenaza con mudarse a las barracas con el grupo de John Locke. Mientras tanto, en el carguero Kahana, Sayid Jarrah y Desmond Hume comienzan a enterarse de cual es la misión de la tripulación, cuando conocen al capitán del barco.

## Trama

### En la isla
Jin quiere definir el nombre de su bebé, cree que es una niña y quiere que se llame Ji Yeon, pero Sun dice que es mejor esperar a salir de la isla para hablar de nombres. Después de saber por Kate lo acontecido en La Tempestad, Sun considera que no confía en la gente del carguero y decide irse al campamento de Locke. Cuando Juliet se entera de ello, trata de disuadirla recordándole que puede morir si se queda en la isla, pero Sun cree ahora que esto es mentira. Juliet entonces advierte a Jin que su esposa morirá si se queda en la isla y como de todos modos la pareja va a marcharse, Juliet le cuenta a Jin que Sun tuvo un amante. Jin entonces decide apartarse de su esposa y ella se queda detrás para seguir cerca de él. Juliet se disculpa con Sun y le explica cómo será el proceso de 5 o 6 semanas de su enfermedad hasta morir, tanto ella como su bebé, si no salen de la isla. Después de una breve conversación con Bernard sobre el karma, Jin se reconcilia con Sun y le dice que la perdona, porque sabe qué clase de hombre él fue con ella.

### En elKahana
Sayid y Desmond están descansando en un camarote del carguero Kahana cuando alguien pasa por debajo de la puerta una nota que dice "No confíen en el capitán". Cuando por fin el doctor del carguero les conduce ante el capitán, que se encuentra en la superficie del barco, una mujer llamada Regina, con la que los miembros del carguero que se encontraban en la isla habían contactado, se encadena y se tira al mar para suicidarse. Sayid y Desmond tratan de organizar su rescate, pero son detenidos por el capitán, quien les explica que su equipo está sufriendo de algún tipo mortal de claustrofobia; les informa que un saboteador ha dañado los motores del barco y que su jefe, Charles Widmore, le ha ordenado repararlo y marchar a aguas "más seguras". El capitán también les muestra la supuesta caja negra del Vuelo 815 de Oceanic, en el que iban los supervivientes y cuyos restos supuestamente encontraron en el fondo de la Fosa de Sonda. Les cuenta que Ben Linus tiene tanto poder que puso un falso avión con 324 cuerpos bajo el agua, para hacer creer que no había ningún superviviente. Finalmente, les presenta a alguien que trabaja en el barco, Kevin Johnson, quien resulta ser Michael, del que no se sabía nada tras haber salido de la isla en el último episodio de la segunda temporada.

### Flashforward
Sun está en la sala de partos, quiere ver a Jin; el médico dice que hay que practicar una cesárea y que el bebé está en peligro; finalmente el bebé nace naturalmente; dicen que se parece mucho a Jin.
En la escena final, Hurley, Sun y la hija de ella, Ji Yeon visitan la tumba de Jin. La fecha grabada en la lápida es 22-9-2004, el día de la caída del avión en la isla.

### Flashback
Jin se afana por alcanzar a comprar un oso panda de peluche. Cuando Jin menciona que debe llevarlo al hospital, el vendedor le pregunta si se refiere a una sala de maternidad, Jin le contesta que sí y se va. Sin embargo, no es su esposa la mujer que ha dado a luz un varón, se trata de la nieta del embajador de China, al que el señor Paik quiere impresionar; Jin dice que lleva dos meses de casado.

## Producción
Los actores de Lost calificaron a Ji Yeon como el más impactante de los siete primeros capítulos de la cuarta temporada episodios. Este episodio fue filmado entre finales de octubre y comienzos de noviembre de 2007. Zoë Bell tiene un papel, que incluye algunas acrobacias.